# Borzicactus icosagonus subsp. icosagonus
Borzicactus icosagonus subsp. icosagonus es una especie de plantas de la familia Cactaceae, endémica del  Norte de Perú. Esta especie es un híbrido natural entre Cleistocactus icosagonus y Cleistocactus serpens.

## Taxonomía
La primera descripción de esta especie fue como Cactus icosagonus, publicada en 1823 por el botánico alemán Carl Sigismund Kunth en su libro Nova Genera et Species Plantarum 6: 67.
Posteriormente, los botánicos estadounidenses Nathaniel Lord Britton y Joseph Nelson Rose colocaron la especie en el género Borzicactus, pasando a llamarse Borzicactus icosagonus y anotando estos cambios en el libro The Cactaceae; descriptions and illustrations of plants of the cactus family 2: 160 en el año 1920.
Etimología
- Borzicactus: Nombre genérico que proviene de la combinación de dos palabras: el prefijo borzi- (que hace referencia al botánico italiano Alberto Borzì, quien contribuyó al estudio y clasificación de las cactáceas) y el sufijo -cactus (que proviene del griego "kaktos", que significa "cardo" o "planta espinosa").
- icosagonus: Epíteto específico que deriva de las palabras griegas eikosi (que significa "veinte") y gonia (que significa "borde") haciendo referencia al número de costillas que posee normalmente el tallo de la especie.